# Гірськолижний спорт на зимових Олімпійських іграх 1984
Змагання з гірськолижного спорту на зимових Олімпійських іграх 1984 в Сараєво проходили з 13 по 19 лютого. Чоловіки змагалися в Бєлашниці, а жінки в Ягорині. Всього розігрувалося 6 комплектів нагород.
У змаганнях не змогли взяти участь кілька провідних гірськолижників. Чемпіони минулої Олімпіади Інгемар Стенмарк та Ганні Венцель були дискваліфіковані за те, що взяли гроші за рекламу в обхід національних федерацій, а Марк Жирарделлі міняв громадянство з австрійського на люксембурзьке.

## Підсумки

### Таблиця медалей
| Місце | Країна               | Золото | Срібло | Бронза | Загалом |
| ----- | -------------------- | ------ | ------ | ------ | ------- |
| 1     | США (USA)            | 3      | 2      | 0      | 5       |
| 2     | Швейцарія (SUI)      | 2      | 2      | 0      | 4       |
| 3     | Італія (ITA)         | 1      | 0      | 0      | 1       |
| 4     | Франція (FRA)        | 0      | 1      | 2      | 3       |
| 5     | Югославія (YUG)      | 0      | 1      | 0      | 1       |
| 6     | Ліхтенштейн (LIE)    | 0      | 0      | 2      | 2       |
| 7     | Австрія (AUT)        | 0      | 0      | 1      | 1       |
| 7     | Чехословаччина (TCH) | 0      | 0      | 1      | 1       |

### Чемпіони та медалісти
| Дисципліна                   | Золото                     | Срібло                     | Бронза                           |
| Гігантський слалом, чоловіки | Макс Жулан · Швейцарія     | Юре Франко · Югославія     | Андреас Венцель · Ліхтенштейн    |
| Швидкісний спуск, чоловіки   | Білл Джонсон · США         | Петер Мюллер · Швейцарія   | Антон Штайнер · Австрія          |
| Слалом, чоловіки             | Філ Маре · США             | Стів Маре · США            | Дідьє Буве · Франція             |
| Гігантський слалом, жінки    | Деббі Армстронг · США      | Крістін Купер · США        | Перрін Пелан · Франція           |
| Швидкісний спуск, жінки      | Мікела Фіджині · Швейцарія | Марія Валлізер · Швейцарія | Ольга Харватова · Чехословаччина |
| Слалом, жінки                | Паолетта Магоні · Італія   | Перрін Пелан · Франція     | Урсула Концетт · Ліхтенштейн     |